# Zuzana Porubjaková
Zuzana Porubjaková (* 9. července 1985, Bratislava) je slovenská herečka.
Vystudovala VŠMU v Bratislavě. Účinkovala ve Slovenském národném divadle, v Divadle Andreja Bagara, v Divadla Astorka a v Divadle GUnaGU. V současné době (2021) je na rodičovské dovolené.
Se svým přítelem Jurajem má 2 děti: dceru Emu a syna Oskara.

## Televize

### Filmy
- 2009: Nedodržený slib
- 2011: Love
- 2016: Agáva
- 2016: Zázračný nos
- 2017: Cuky Luky Film
- 2018: Důvěrný nepřítel
- 2018: Parralel
- 2019: Hurá na pohádky

### Seriály
- 2008: Panelák
- 2009: Odsouzené
- 2011: Druhý život
- 2011: Zita na krku
- 2012: Búrlivé víno
- 2012: Horúca krv
- 2013: Kolonáda
- 2014: Doktori
- 2015: Dvojčata
- 2015: Svet podľa Evelyn
- 2016: Za sklem
- 2018: Oteckovia
- 2018: Hotel
- 2019: Websterovi

## Divadlo

### Divadlo Andreja Bagara
- William Shakespeare: Král Lear
- František Švantner, Margita Figuli, Dobroslav Chrobák: Piargy
- Anton Pavlovič Čechov: Višňový sad

### Divadlo Astorka
- Nikolaj Vasiljevič Gogol: Revizor
- William Shakespeare: Sen noci svatojánské
- David Gieselmann: Kontajner Paríž

### Divadlo GUnaGU
- Viliam Klimáček: Som hot dog